# 32584 Michaelcollins
32584 Michaelcollins è un asteroide della fascia principale. Scoperto nel 2001, presenta un'orbita caratterizzata da un semiasse maggiore pari a 2,658314 UA e da un'eccentricità di 0,070002, inclinata di 21,362652° rispetto all'eclittica. Ha un diametro di 3,033 km.